# Don Schollander
Donald Arthur Schollander, conegut amb el nom de Don Schollander, (Charlotte, Estats Units 1946) és un nedador estatunidenc, guanyador de vuit medalles olímpiques. Fou el primer nedador a aconseguir guanyar quatre medalles d'or en uns mateixos Jocs.

## Biografia
Va néixer el 30 d'abril de 1946 a la ciutat de Charlotte, població situada a l'estat de Carolina del Nord.

## Carrera esportiva
Especialista en la modalitat de crol, va participar als 18 anys en els Jocs Olímpics d'Estiu de 1964 realitzats a Tòquio (Japó), on va aconseguir guanyar quatre medalles d'or, esdevenint el primer nedador a aconseguir aquesta gesta en uns mateixos Jocs. Aconseguí aquest fet en les proves dels 100 metres lliures, realitzant un nou rècord olímpic amb un temps de 53.4 segons; en els 400 metres lliures, aconseguint un nou rècord del món amb una marca de 4:12.2 minuts; en els relleus 4x100 metres lliures, nou rècord del món amb un temps de 3:33.2 minuts, i finalment en la prova dels relleus 4x200 metres lliures, aconseguint també un nou rècord del món amb una marca de 7:52.1 minuts.
Gran favorit en els Jocs Olímpics d'Estiu de 1968 celebrats a Ciutat de Mèxic (Mèxic) per repetir la gesta, decidí no participar en la prova dels 100 metres lliures però en canvi participà en la prova dels 200 metres, la primera ocasió que aquesta prova es disputà en uns Jocs, on guanyà la medalla de plata en finalitzar per darrere de l'australià Michael Wenden. En la resta de proves en les quals participà aconseguí guanyar sengles medalles d'or: relleus 4x100 metres lliures, relleus 4x200 metres lliures i relleus 4x100 metres estils.
Membre del International Swimming Hall of Fame als 19 anys, al llarg de la seva carrera guanyà tres medalles en els Jocs Panamericans, totes elles d'or.